# Molitorosa molitor
Molitorosa molitor (Bertkau, 1880) è un ragno appartenente alla famiglia Lycosidae.
È l'unica specie nota del genere Molitorosa.

## Distribuzione
L'unica specie oggi nota di questo genere è stata rinvenuta in Brasile.

## Tassonomia
Le caratteristiche di questo genere sono state descritte dall'analisi degli esemplari tipo Pardosa molitor (Bertkau, 1880).
Considerato un sottogenere di Lycosa Latreille, 1804 secondo un lavoro dell'aracnologo Guy del 1966.
Dal 1955 non sono stati esaminati altri esemplari, né sono state descritte sottospecie al 2017.